# Indumentària de l'antiga Grècia

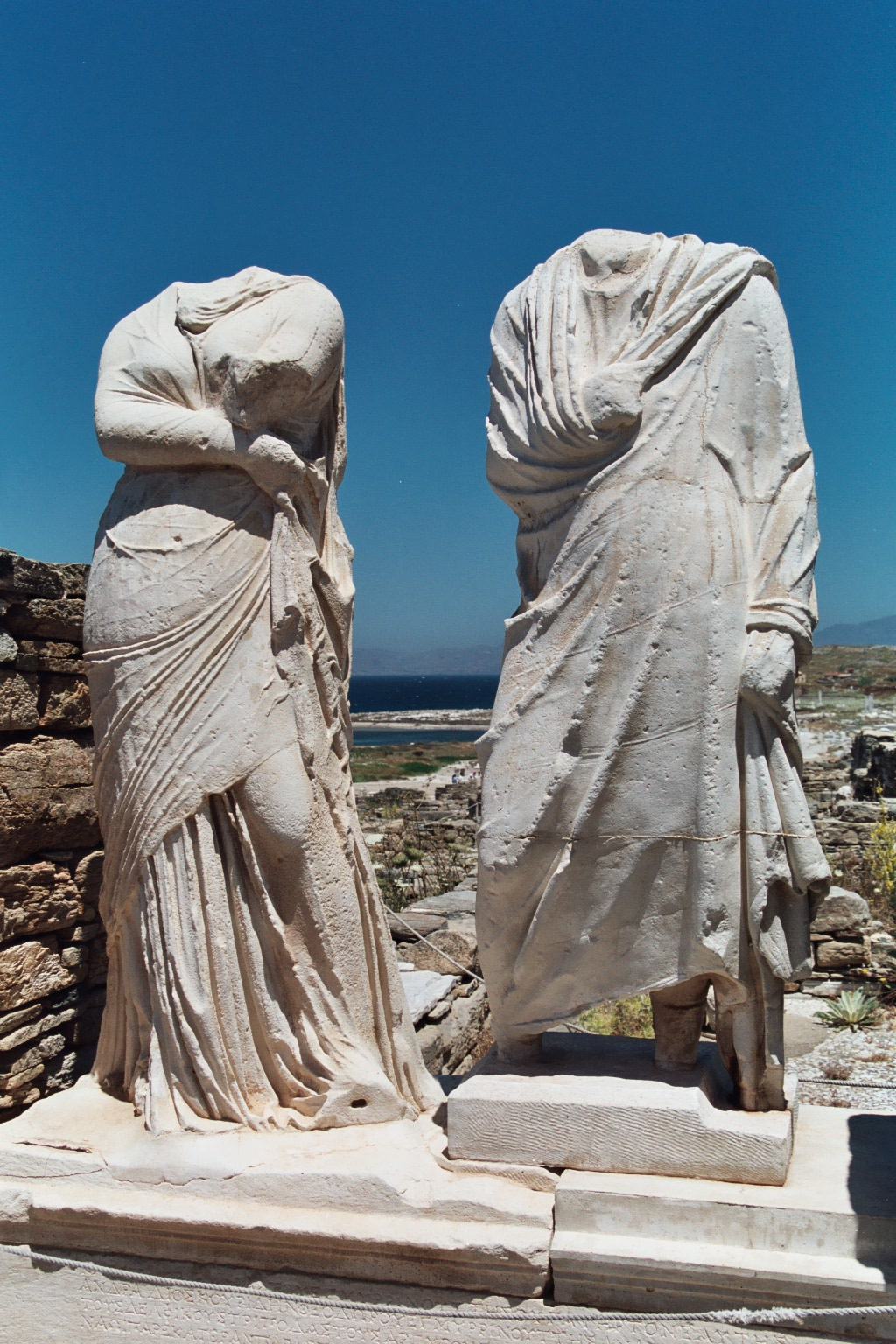
Estàtues a la "Casa de Cleòpatra" a Delos, Grècia. Homes i dones porten l'himatió.

La indumentària de l'antiga Grècia consistia principalment en el quitó, el peple, l'himatió i la clàmide. Els habitants de l'antiga Grècia acostumaven a dur dues peces de roba que cobrien el cos: una peça interior (el quitó o el peple) i una capa (himatió o clàmide). La roba acostumava a ser feta a partir de teixit de lli o llana rectangular de mida variable, amb pocs talls i costures, i se subjectava amb fermalls o agulles ornamentals, i un cinturó o una faixa. En general, les peces de roba es podien intercanviar entre homes i dones.
Tot i que no han sobreviscut peces de roba d'aquest període, existeixen descripcions en testimonis contemporanis i en representacions artístiques. Acostumava a ser feta a casa, i sovint tenia diversos objectius. La roba típica era de color blanc, i de vegades incorporava marges decoratius. Existeixen proves de dissenys elaborats i colors brillants, si bé eren menys comuns.